# Каддо (язык)
Каддо (Хасинай) — один из каддоанских языков, носители проживают в округе Каддо на западе штата Оклахома (США).
Алфавит (22 буквы):
a b ch ch' d i h k k' m n p s sh t t' ts ts' u w y ?
В системе гласных характерно противопоставление по долготе, в системе согласных противопоставление абруптивных и пульмональных.

## Приветствие
- Haahat tsu'ahya'tsi [Хаахат цу'ахья'тси] — утреннее приветствие.
- Kúhaʔahat [куха'ахат] - общее приветствие (буквально "вы в порядке").
- Kuaʔaat [куа'аат] - неофициальное приветствие.
- Kúhaʔahat ta'sha [куха'ахат та'ша] - приветствие (к другу).
- Haʔahat ts'iʔ ahyaʔti [ха'ахат цъи' ахья'ти] - утреннее приветствие.
- Haʔahat háhtaybáws ah [ха'ахат хахтайбаус ах] - общее приветствие (буквально "мне приятно вас видеть").
- Nàawih [наауих] - добро пожаловать!

## Изучение
Культурным центром индейцев каддо и центром изучения и сохранения каддоанского языка является посёлок Бингер (штат Оклахома).